# Macroglossum sturnus
Macroglossum sturnus är en fjärilsart som beskrevs av Jean Baptiste Boisduval 1875. Macroglossum sturnus ingår i släktet Macroglossum och familjen svärmare. Inga underarter finns listade i Catalogue of Life.